# لودفيغ إيرهارت
لودفيغ إيرهارت Ludwig Wilhelm Erhard (تُلفظ بالألمانية: [ˈluːtvɪç ˈʔeːɐ̯haʁt] سياسي ألماني (4 فبراير 1897-5 مايو 1977) تولى منصب المستشار في ألمانيا الغربية من 16 أكتوبر 1963 إلى 1 ديسمبر 1966. اشتهر بإصلاحاته الاقتصادية أيام عمله وزيراً للاقتصاد في حكومة سلفه أديناور. وهو صاحب نظرية اقتصاد السوق الاجتماعي التي حفزت المعجزة الاقتصادية الألمانية بعد خروج ألمانيا مدمرة تمامًا من الحرب العالمية الثانية، وهو ومؤلف كتاب «الرفاهية للجميع».

## النشأة
ولد لودفيغ إرهارد في مدينة فورث في مملكة بافاريا في 4 فبراير 1897. كان والده فيلهلم إرهارد (مواليد 1859) مالكًا لمتجر ملابس كاثوليكي، بينما كانت والدته أوغستا بروتستانتية. كان لودفيج شقيقان وأخت، روز، وجميعهم تربوا على البروتستانتينية. عانى لودفيغ من شلل أطفال في عامه الثالث، مما أدى إلى تشوه في قدمه اليمنى وإجباره على ارتداء أحذية تقويم العظام لبقية حياته.
التحق إرهارد بالمدرسة الابتدائية في فورث في سن السادسة عام 1903 وكان أداؤه ضعيفًا. في عام 1907، التحق بالمدرسة الثانوية المهنية الملكية البافارية في فورث، حيث كانت درجاته متوسطة. حصل على شهادة الثانوية العامة عام 1913. كان متدربًا تجاريًا في شركة نسيج جورج أيزنباخ في نورمبرج من عام 1913 إلى عام 1916. بعد تدريبه المهني، عمل بائع تجزئة في متجر والده.

## الخدمة العسكرية والجامعة
عام 1916 ,خلال الحرب العالمية الأولى، تطوع إرهارد للجيش الألماني. تمت إحالته إلى فوج المدفعية البافاري الملكي الثاني والعشرين وتم تدريبه على تصويب البندقية. خدم لأول مرة في قطاع فوج الهادئ على الجبهة الغربية. ثم تم نشر الفوج في رومانيا على الجبهة الشرقية، حيث شهد أيضًا القليل من القتال. أصيب إرهارد بالتيفوس وأُعيد إلى ألمانيا. تعافى وعاد إلى وحدته. أصيب بجروح بالغة في كتفه اليسرى وجانبه وساقه بقذيفة مدفعية تابعة للحلفاء في 28 سبتمبر 1918 أثناء معركة إبرس الخامسة Fifth Battle of Ypres. تم نقله إلى مستشفى عسكري في ركلنهاوزن، حيث خضع لسبع عمليات جراحية حتى يونيو 1919. أصبحت ذراعه اليسرى أقصر بشكل دائم من ذراعه اليمنى.

### دراسة الاقتصاد
بسبب إصابته، لم يعد قادرًا على العمل كصانع قماش وبدأ في تعلم الاقتصاد في أواخر عام 1919 في كلية إدارة الأعمال في نورمبرج. اجتاز امتحان الخروج من المدرسة في 22 مارس 1922 وحصل على شهادة في إدارة الأعمال. خلال الفترة التي قضاها في المدرسة، طور صداقة مع الاقتصادي والأستاذ فيلهلم ريجر، الذي يدين له إرهارد بالكثير من قناعاته الليبرالية. بفضل تدخل ريجر، تمكن إرهارد من الالتحاق في جامعة فرانكفورت في خريف عام 1922. حصل على الدكتوراه. من الجامعة في 12 ديسمبر 1925، لأطروحة انتهت في صيف عام 1924 تحت قيادة فرانز أوبنهايمر.  كان لأيديولوجية أوبنهايمر الاشتراكية الليبرالية تأثير كبير على إرهارد، وخاصة معارضة أوبنهايمر للاحتكارات. خلال الفترة التي قضاها في فرانكفورت تزوج من لويز أرهارد (1893-1975)، زميلة اقتصادية، في 11 ديسمبر 1923. كانا يعرفان بعضهما البعض منذ الطفولة.

## بدايات العمل
بعد تخرجه انتقلوا إلى فورث وأصبح مديرًا تنفيذيًا في شركة والده عام 1925. أمضى إرهارد السنوات الثلاث التالية كأكاديمي عاطل عن العمل. تقاعد والده عام 1928. [9] في العام نفسه، وبفضل مساعدة Rieger و Oppenheimer، أصبح باحثًا مساعدًا بدوام جزئي في (المراقبة الاقتصادية لصناعة السلع النهائية الألمانية) (بالالمانية Institut für Wirtschaftsbeobachtung der deutschen Fertigware )، وهو معهد أبحاث تسويقي أسسه فيلهلم رودولف مان و دي: فيلهلم فيرشوفن.  في وقت لاحق، أصبح نائب مدير المعهد.
خلال الحرب العالمية الثانية عمل على مفاهيم السلام لما بعد الحرب. ومع ذلك، فقد تم حظر مثل هذه الدراسات رسميًا من قبل النازيين، الذين أعلنوا "الحرب الشاملة". نتيجة لذلك، فقد إرهارد وظيفته في عام 1942، لكنه استمر في العمل على هذا الموضوع بأمر من Reichsgruppe Industrie. كتب تمويل الحرب وتوحيد الديون  في عام 1944؛ في هذه الدراسة افترض أن ألمانيا قد خسرت الحرب بالفعل. أرسل أفكاره إلى كارل فريدريش غورديلر، وهو شخصية محورية في المقاومة الألمانية للنازية، الذي أوصى إرهارد لرفاقه. ناقش إرهارد أيضًا مفهومه مع أوتو أولندورف، نائب وزير الخارجية في وزارة الرايخ للاقتصاد Reichsministerium für Wirtschaft. تحدث أولندورف بنفسه عن "ريادة الأعمال النشطة والشجاعة، والتي كانت تهدف إلى استبدال تخطيط الدولة البيروقراطي للاقتصاد بعد الحرب. كان إيرهارد دخيلًا رفض النازية تمامًا، ودعم المقاومة، وأيد الجهود لتحقيق انتعاش اقتصادي خلال فترة ما بعد الحرب.

## ما بعد الحرب
عندما انتهت الحرب، أصبح إرهارد مستشارًا اقتصاديًا. تحت إدارة بيزون التي أسستها الإدارة الأمريكية والبريطانية في عام 1947، قاد "المكتب الخاص للمال والائتمان" (بالالمانية Sonderstelle Geld und Kredit)، وهي لجنة خبراء عملت على إصلاح العملة في مناطق الاحتلال الغربي لألمانيا. بدأت اللجنة مداولاتها في أكتوبر 1947، وفي أبريل التالي أنتجت ما يسمى بخطة هومبورغ، والتي تم تبني افكار منها من قبل الحلفاء في إصلاح العملة التي مهدت الطريق لانتعاش الاقتصاد.
في أبريل 1948، تم انتخاب إرهارد مديرًا للاقتصاد من قبل المجلس الاقتصادي البيزوني. في 20 يونيو 1948 تم تقديم المارك الألماني. ألغى إرهارد تحديد الأسعار وضوابط الإنتاج التي كانت قد سنتها الإدارة العسكرية. هذا الاجراء تجاوز سلطته، لكنه نجح في هذه الخطوة.

## روابط خارجية
- لودفيغ إيرهارت على موقع IMDb (الإنجليزية)
- لودفيغ إيرهارت على موقع الموسوعة البريطانية (الإنجليزية)
- لودفيغ إيرهارت على موقع مونزينجر (الألمانية)
- لودفيغ إيرهارت على موقع ميوزك برينز (الإنجليزية)
- لودفيغ إيرهارت على موقع إن إن دي بي (الإنجليزية)
- لودفيغ إيرهارت على موقع ديسكوغز (الإنجليزية)
- لودفيغ إيرهارت على موقع كينوبويسك (الروسية)